# Repovac
Repovac (cyr. Реповац) – wieś w Bośni i Hercegowinie, w Republice Serbskiej, w gminie Bratunac. W 2013 roku liczyła 351 mieszkańców.